# Gnidia newtonii
Gnidia newtonii är en tibastväxtart som beskrevs av Ernest Friedrich Gilg. Gnidia newtonii ingår i släktet Gnidia och familjen tibastväxter. Inga underarter finns listade i Catalogue of Life.